# Eum Moon-suk
Eum Moon-suk (Hangul: 음문석) también conocido artísticamente como SIC, es un actor y cantante surcoreano.

## Biografía
Estudió en la Universidad Nacional de Ciencia y Tecnología de Chonnam.
Es buen amigo del actor surcoreano Ji Chang-wook y del cantante Hwang Chi-yeul.

## Carrera
Es miembro de la agencia Studio Santa Claus Entertainment (스튜디오 산타클로스엔터테인먼트), anteriormente conocida como Huayi Brothers Korea. Previamente formó parte de la agencia Smurp Entertainment.
Utiliza el nombre artístico de SIC cuando ejerce como cantante y su nombre real Eum Moon-suk, cuando está actuando.
Es exmiembro del grupo "Monsterz" (몬스터즈) donde formó parte junto a Komo y One Shot en 2012.
En febrero de 2020 se unió al elenco recurrente de la serie Tell Me What You Saw donde interpretó a Kang Dong-sik, un oficial de la policía rural que solía trabajar con Cha Soo-young (Choi Soo-young) en la división de patrulla, quien en realidad oculta un obscuro secreto.
En junio del mismo año se unió al elenco recurrente de la serie La novata de la calle (también conocida como "Backstreet Rookie"), donde dio vida a Han Dal-shik, el mejor amigo de Choi Dae-hyun (Ji Chang-wook) y un escritor de webtoon.
El 17 de febrero de 2021 se unió al elenco principal de la serie Hello, Me! donde interpretó a Yang Choon-shik, una ex estrella top que es conocido por sus altas demandas, hasta el final de la serie el 8 de abril del mismo año. El actor Kim Sang-woo interpretó a Choon-shik de joven.
El 26 de mayo del mismo año apareció como parte del elenco principal de la película Pipeline donde dio vida a Jeop-sae ("New Bird"), un técnico de soldadura que se une al equipo de Pin Dol-yi (Seo In-guk) para cambiar su vida.
En 2022 aparecerá en la película 6/45 donde dará vida al teniente capitán Kang, el comandante de la compañía surcoreana quien ayuda al sargento Chun-woo (Go Kyung-pyo) en la búsqueda de su boleto de lotería.

## Filmografía

### Series de televisión
| Año  | Título                | Personaje                             | Notas              | Ref.          |
| ---- | --------------------- | ------------------------------------- | ------------------ | ------------- |
| 2017 | Whisper               | Subordinado de Baek Sang-goo          | Invitado, ep. 6    |               |
| 2019 | The Fiery Priest      | Jang-ryong                            |                    | [ 9 ]         |
| 2020 | Tell Me What You Saw  | Kang Dong-sik / Kim Yo-han            | 14 episodios       |               |
| 2020 | La novata de la calle | Han Dal-shik                          | 16 episodios       |               |
| 2021 | Hello, Me!            | Ahn So-ni (Anthony) / Yang Choon-shik | 16 episodios       | [ 10 ]        |
| 2022 | Good Job              | Yang Jin-mo                           | 16 episodios       | [ 11 ]        |
| 2024 | The Midnight Studio   | Baek Nam-gu                           | 16 episodios       | [ 12 ] [ 13 ] |
| 2025 | Luces, cámara, ¡amor! | Kang-hun                              | Aparición especial |               |

### Películas
| Año  | Título                           | Personaje                              | Notas                                                                    | Ref.          |
| ---- | -------------------------------- | -------------------------------------- | ------------------------------------------------------------------------ | ------------- |
| 2016 | Ahwaer (아와어)                  | -                                      |                                                                          |               |
| 2017 | Being Shadow                     | -                                      |                                                                          |               |
| 2017 | Confidential Assignment          | Miembro de la Tropa                    | junto a Hyun Bin, Yoo Hae-jin, Kim Joo-hyuk, Jang Young-nam y Im Yoon-ah |               |
| 2018 | On Your Wedding Day              | Miembro del Equipo de Fútbol Americano | junto a Park Bo-young, Kim Young-kwang y Kang Ki-young                   |               |
| 2020 | Samdo Investigation Headquarters | -                                      | junto a Kim Sung-kyun                                                    | [ 14 ]        |
| 2021 | Pipeline                         | Jeop-sae ("New Bird")                  | junto a Seo In-guk, Lee Soo-hyuk, Yoo Seung-mok y Tae Hang-ho            | [ 15 ] [ 16 ] |
| 2022 | 6/45                             | Capitán Kang                           | junto a Go Kyung-pyo, Lee Yi-kyung y Kwak Dong-yeon                      |               |
| 2022 | The Roundup                      | Jang Ki-cheol                          | junto a Ma Dong-seok, Son Seok-koo y Choi Gwi-hwa                        | [ 17 ]        |

### Programas de variedades
| Año             | Título                               | Notas                                          |
| --------------- | ------------------------------------ | ---------------------------------------------- |
| 2021 - presente | Tiki taCAR                           | miembro                                        |
| 2021            | Omniscient Interfering View          | (ep. #154)                                     |
| 2021            | Knowing Bros                         | (ep. #266) - invitado                          |
| 2021            | Problem Child in House               | (ep. #115) - invitado                          |
| 2020            | Show!terview with Jessi              | (ep. #44) - invitado                           |
| 2020            | My Little Old Boy (My Ugly Duckling) | (ep. #173-174) - elenco especial               |
| 2013            | Dancing 9: Season 1                  | capitán de "Blue Eye" - especialidad: Krumping |
| 2005            | 상상플러스                           |                                                |

### Eventos
| Año  | Título                            | Notas                    |
| ---- | --------------------------------- | ------------------------ |
| 2019 | 2019 Soribada Best K-Music Awards | presentador de categoría |

### Anuncios
| Año  | Título            | Notas |
| ---- | ----------------- | ----- |
| 2020 | 주차비 편         |       |
| 2020 | 차보험 주유비 편  |       |
| 2020 | 캐롯손해보험 자동 |       |
| 2020 | 농심 둥지냉면     |       |
| 2019 | 맘스터치          |       |
| 2019 | 여기어때?         |       |
| 2006 | 미치코런던 학생복 |       |

## Discografía
| Año  | Título | Notas |
| ---- | ------ | ----- |
| 2006 | Today  |       |
| 2005 | SIC    |       |

### Monsterz
| Año  | Título             | Notas |
| ---- | ------------------ | ----- |
| 2015 | 사랑 노래가 지겹다 |       |
| 2014 | Allready Go Rady   |       |
| 2012 | Hang Over          |       |
| 2012 | Banana             |       |

## Premios y nominaciones
| Año  | Categoría         | Premio                 | Trabajo          | Resultado |
| ---- | ----------------- | ---------------------- | ---------------- | --------- |
| 2019 | Best New Actor    | 27th SBS Drama Award   | The Fiery Priest | Ganó      |
| 2019 | Rising Star Award | 14th Asian Model Award | -                | Ganó      |
| 2002 | 금상              | 컨피던스댄스경연대회   | -                | Ganó      |